# Bissoune Nabagou
 (mai 2024).
Bissoune Nabagou est un homme politique togolais. 

## Carrière politique
Il est ministre de l'Eau, de l'Assainissement et de l'Hydraulique villageoise dans le premier gouvernement de Kwesi Séléagodji Ahoomey-Zunu puis ministre de l'Équipement rural dans son deuxième gouvernement.